# 1626 Sadeya
1626 Sadeya (1927 AA) là một tiểu hành tinh vành đai chính được phát hiện ngày 10 tháng 1 năm 1927 bởi Josep Comas Solá ở Barcelona. Tiểu hành tinh đặt tên theo the Spanish và American Astronomical Society (tiếng Tây Ban Nha: Sociedad Astronómica de España y América, or Sadeya) founded bởi Solá.